# ويليام جينكس وارث

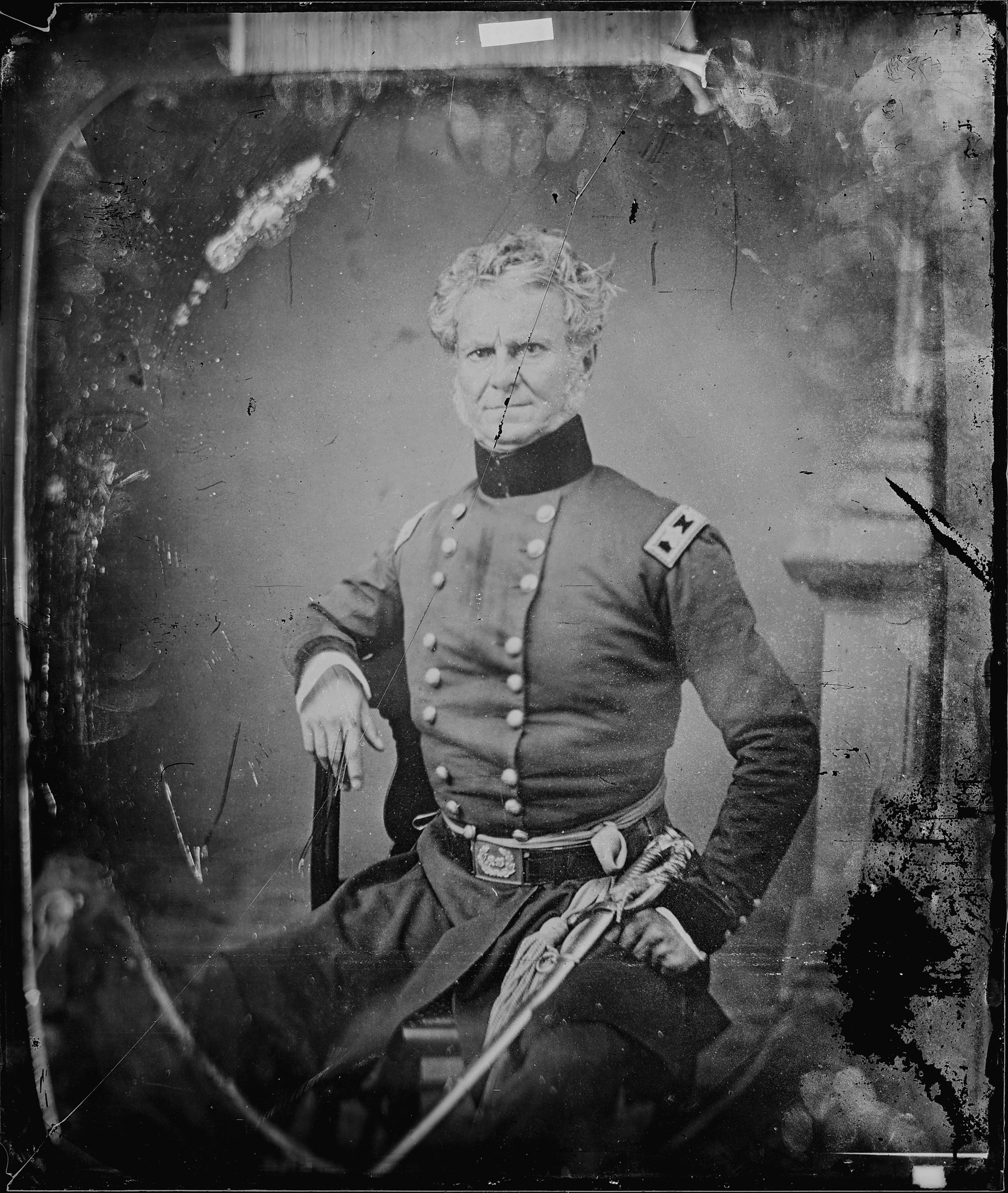
ويليام جينكس وارث

ويليام جينكس وارث (بالإنجليزية: William J. Worth)‏ ، من مواليد 1 مارس 1794م وتوفي بتاريخ 7 مايو سنة 1849م. ضابط عسكري أمريكي شارك في الحرب الأمريكية المكسيكية وحروب الجيش الأمريكي ضد مقاتلي الهنود الحمر.

## وصلات خارجية
- http://www.tshaonline.org/handbook/online/articles/fwo28
- http://www.aztecclub.com/bios/worth.htm
- John K. Mahon, History of the Second Seminole War, 1835-1842, Revised Edition, University Press of Florida, Gainesville, 1985.